# アレン・バサースト (初代バサースト伯爵)

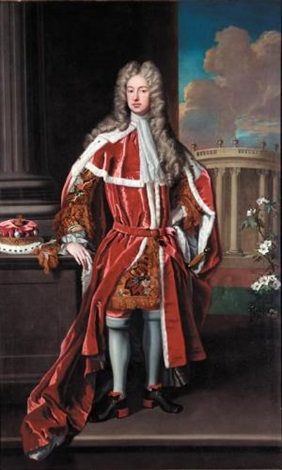
ゴドフリー・ネラーによる肖像画

初代バサースト伯爵アレン・バサースト（英語: Allen Bathurst, 1st Earl Bathurst PC、1684年11月16日 - 1775年9月16日）は、イギリスの政治家、貴族。トーリー党所属。1712年から1772年までバサースト男爵の称号を使用した。

## 生涯
サー・ベンジャミン・バサースト（1639年頃 - 1704年）とフランシス・アプスリー（1653年 - 1727年、アレン・アプスリーの娘）の息子として、1684年11月16日にセント・ジェームズ・スクエアで生まれた。家庭教師アベル・ボイヤーの教育を受けた後、1700年5月13日、オックスフォード大学トリニティ・カレッジに入学した。
1705年イングランド総選挙でサイレンセスター選挙区から出馬して当選、1708年と1710年の総選挙で再選した。議会ではトーリー党に属し、ヘンリー・サシェヴェレルの弾劾にも反対した。1712年1月1日、グレートブリテン貴族であるベッドフォードシャーにおけるバトルズデンのバサースト男爵に叙された。貴族院が講和条約を可決するよう保障するために叙爵された12人の1人だった。
1714年にアン女王が死去してジョージ1世が即位すると、新政権入りを目指したが、ジョージ1世にトーリー党員を任命する意思がないことが明らかになると、ジャコバイトに転じ、ジェームズ老僭王に資金援助をするようになり、また貴族院で与党に反対し続けた。
1719年、王立音楽アカデミー社に出資した。また、1739年に創設された捨子養育院の初代総裁の1人だった。
ロバート・ウォルポール政権に反対したためか、1742年にウォルポールが首相を辞任すると、バサーストは同年7月13日に枢密顧問官に任命され、さらに同年から1744年まで恩給紳士隊隊長を務めた。続くヘンリー・ペラム政権期では王太子フレデリック・ルイス（1751年没）の党派に入り、その死後は王太孫ジョージの党派に入った。しかし、その見返りは遅く、バサーストは王太孫ジョージがジョージ3世として即位した直後に2,000ポンドの年金を与えられたほか、1772年8月27日にようやくサセックスにおけるバサーストのバサースト伯爵に叙された。このとき、バサーストはすでに88歳という高齢であった。
1775年9月16日にサイレンセスターで死去、同地で埋葬された。息子ですでにアプスリー男爵に叙されていたヘンリーが爵位を継承した。死後に残された手紙はジャコバイトに関与した証拠を隠滅するために燃やされた。

## 人物
趣のあり、ウィットに富む人物で、アレキサンダー・ポープとジョゼフ・アディソンの友人だったという。ポープは『道徳論集』の3作目をバサーストの献呈した。
1706年にウィリアム・ダンクームからバトルズデン・ハウスの邸宅を購入したが、1724年に第2代準男爵サー・グレゴリー・ページに売却した。

## 家族
1704年7月6日、キャサリン・アプスリー（Catherine Apsley、1688年7月6日洗礼 – 1768年6月8日、サー・ピーター・アプスリーの娘）と結婚、4男5女をもうけた
- ベンジャミン（1711年 – 1767年） - 庶民院議員。1732年11月26日、エリザベス・ブルース（Elizabeth Bruce、1796年11月5日没、第4代エルギン伯爵チャールズ・ブルースの娘）と結婚
- ヘンリー（1714年 – 1794年） - 初代アプスリー男爵、第2代バサースト伯爵
- ジョン（1728年 – 1777年）
- アレン（1729年 – 1767年）
- フランシス - ウィリアム・ウッドハウス（英語版）（1737年没）と結婚。1738年12月5日、ジェームズ・ウィットシェッド（英語版）と再婚[9]
- キャサリン（1783年没） - 1737年4月14日、ヘンリー・レジナルド・コートネイ（英語版）と結婚、子供あり
- ジェーン（1794年4月18日没） - 1744年4月3日、ジェームズ・ブラー（英語版）と結婚、子供あり
- レオノーラ - 1752年9月2日、エドワード・アームストン（Edward Urmston、1778年12月21日没）と結婚
- アン - ジェームズ・ベンソン（James Benson）と結婚